# Station Hamburg-Eidelstedt Zentrum
Station Hamburg-Eidelstedt Zentrum (Haltepunkt Hamburg-Eidelstedt Zentrum, kort: Haltepunkt Zentrum) is een spoorwegstation in het stadsdeel Eidelstedt van de Duitse stad Hamburg. Het station en de spoorlijn is niet in beheer bij DB Station&Service, maar in beheer van AKN Eisenbahn. Ook de spoorlijn Hamburg-Altona - Neumünster is in beheer van AKN Eisenbahn en niet DB Netz. Hierdoor is het station niet gecategoriseerd.

## Indeling
Het spoor loopt in een verdiepte bak dwars door het centrum van Eidelstedt. Het station telt twee zijperron, welke over de gehele lengte overkapt zijn. Het station heeft zowel aan de noordzijde als aan de zuidzijde een toegang tot het perron. Aan de noordzijde is het perron via een trap vanaf de straat Upn Homack te bereiken. Aan de zuidzijde is er een rond bouwwerk die de ingang van het station markeert, vanaf hier zijn er trappen en liften naar de perrons. Bij deze stationsingang zijn er bushaltes aan de straten Pinneberger Chaussee en Johann-Schmidt-Straße, een taxistandplaats en een fietsenstalling.

## Verbindingen
De volgende AKN-lijn doet het station Eidelstedt Zentrum aan:
| Serie | Treinsoort                          | Route | Bijzonderheden |
| ----- | ----------------------------------- | --- | --- |
| A 1   | Regionalbahn/S-Bahn (AKN Eisenbahn) | Hamburg Hbf – Hamburg Dammtor – Hamburg-Eidelstedt – Hamburg-Eidelstedt Zentrum – Hamburg-Schnelsen – Quickborn – Ulzburg Süd – Henstedt-Ulzburg – Kaltenkirchen (Holst) – Bad Bramstedt – Neumünster | HH-Eidelstedt - Kaltenkirchen elke 20 min., Kaltenkirchen - Neumünster 2x per uur in de spits, ma-vr 1x per dag van/naar Hamburg Hbf |